# Арсеніди
Арсені́ди — хімічні сполуки арсену з металами у яких арсен знаходиться в ступені окиснення −3, отже наявний арсенід йон As3−. 

## Загальна характеристика
Тверді речовини, що плавляться, як правило, при високій температурі. Арсеніди за складом і властивостями можна розділити на дві групи: 
1. похідні асенистого водню (арсину) AsH3, що розкладаються водою та кислотами (арсеніди лужних, лужноземельних і деяких інших металів, наприклад, K3As, Na3As, Ca3As2, Zn3As2 та інші),
2. та інтерметалічні сполуки, стійкі до кислот (наприклад, FeAs2, MnAs, Fe3As2, Ni5As2 та інші).

Арсеніди отримують взаємодією елементів при високих температурах, осадженням з розчинів солей металів арсенистим воднем, відновленням арсенатів. 
Деякі арсеніди мають напівпровідникові властивості. Особливе значення набули арсеніди металів 3 групи періодичної системи елементів, кристалізується в структурі цинкової обманки. З них готують кристали лазерів (GaAs, InAs, GaxIn1-xAs), випрямлячів, тунельних діодів і тріодів (GaAs). Широко використовується в напівпровідниковій електроніці і арсенід алюмінію (AlAs). 
При гідрометалургічній переробці деяких руд, що містять арсеніди, виділяється дуже отруйний арсенистий водень.